# Замок Радомысль
Историко-культурный комплекс «Замок Радомысль» — частный музейный комплекс, созданный в городе Радомышле (Житомирская область, Украина) украинским врачом доктором медицины Ольгой Богомолец.
Комплекс включает в себя единственный в Европе Музей украинской домашней иконы, в основе которого - личная коллекция икон, которую Ольга Богомолец собирала с 1995 года.
В экспозициях и фондах комплекса представлены также коллекции предметов религиозного искусства и церковной утвари, украинских и европейских древностей.
В названии комплекса использовано старое название города Радомышля, зафиксированное в письменных источниках, начиная с первой половины XVI века.

## История создания
«Замок Радомысль» создавался в течение 2007—2011 гг. Его основой является здание старинной мельницы, построенное в городе Радомышле в 1902 году. Как было установлено в процессе исследований, проводившихся в ходе реставрации старого здания, оно было возведено на остатках фундамента более древней постройки. Поскольку район города, где находится здание мельницы, называется Папирня (в переводе с укр. — «бумажная фабрика»), был сделан вывод, что раньше именно на этом месте находилась известная из хроник Радомышльская бумажная фабрика, построенная между 1612 и 1615 гг. по приказу архимандрита Киево-Печерской лавры Елисея Плетенецкого (между 1550 и 1554—1624).

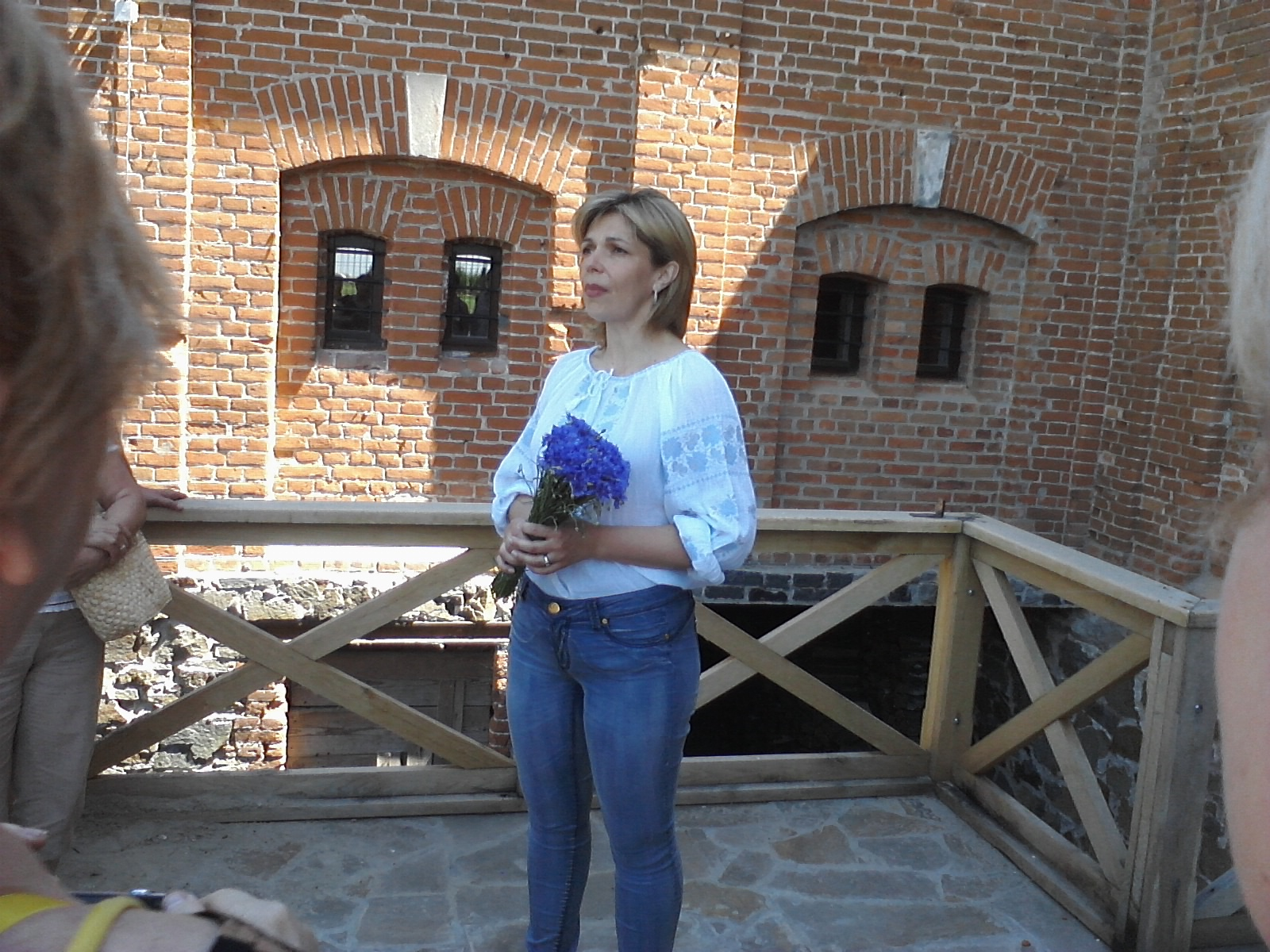
Хозяйка замка - доктор Ольга Богомолец

В ходе исследований, проводившихся во время реконструкции и реставрационных работ, был установлен также оборонительный характер сооружения, где находилась Радомышльская бумажная фабрика. Кроме того, обнаружено, что здание возведено на подземной гранитной скале, которая идёт вглубь земли на несколько метров.
Во время реставрации были воссозданы интерьеры XVII—XIX вв.
В 2008—2009 году к основному зданию была достроена башня высотой 35 м, на которой был установлен колокол.
В 2009 году вблизи старинного здания на реке Мыке был установлен памятник основателю Радомышльской бумажной фабрики Елисею Плетенецкому. Это первый и пока что единственный в Украине памятник этому церковному деятелю и первый памятник исторической личности на поверхности воды.
Официальное открытие историко-культурного комплекса «Замок Радомысль» состоялось 30 сентября 2011 года.
В августе 2012 года был впервые представлен новый Богородичный зал. В ноябре того же года открыта восстановленная линия производства бумаги по технологии XVI—XVII вв.
В 2013 году в замковой башне была открыта часовня иконы Божией Матери «Знамение на радуге».

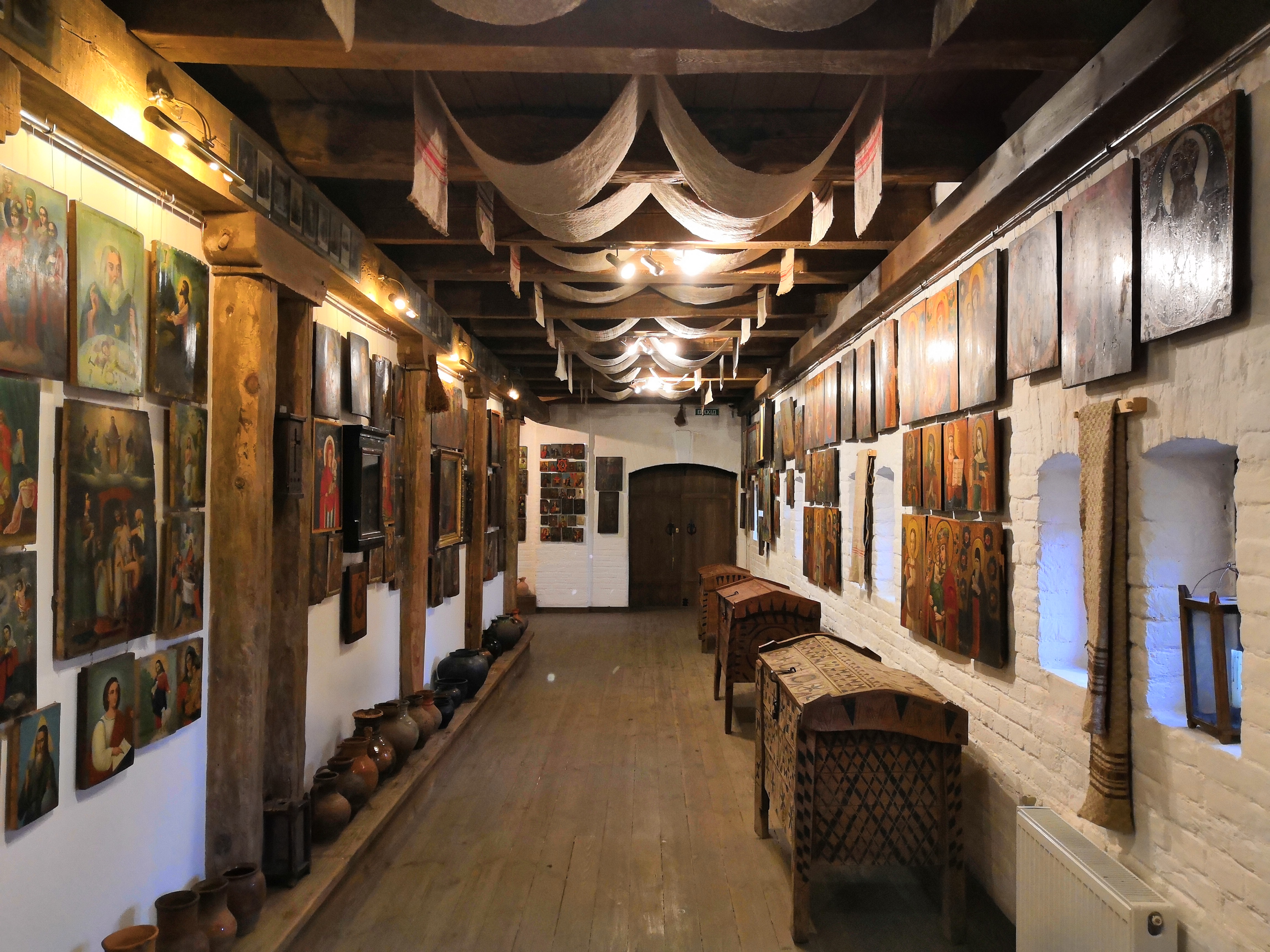
Музей Украинской домашней иконы. Иконостасы. Фрагмент экспозиции

В настоящее время в состав историко-культурного комплекса «Замок Радомысль» входят:
- Музей украинской домашней иконы
- Обрядовый зал (который также является частью Музея)
- Концертный зал (Каминный или Михайловский)
- Трапезная
- Ландшафтный парк с двумя водопадами, а также островами, редкими растениями и старинными скульптурами XVII—XIX вв.
- Памятник основателю Радомышльской бумажной фабрики, архимандриту Киево-Печерской лавры Елисею Плетенецкому.

С 2011 года историко-культурный комплекс «Замок Радомысль» является частью общеевропейского культурного проекта Via Regia, основанного Советом Европы. Цель проекта — способствовать развитию культурному обмену и туризма между европейскими странами.

## Составные части комплекса

### Музей

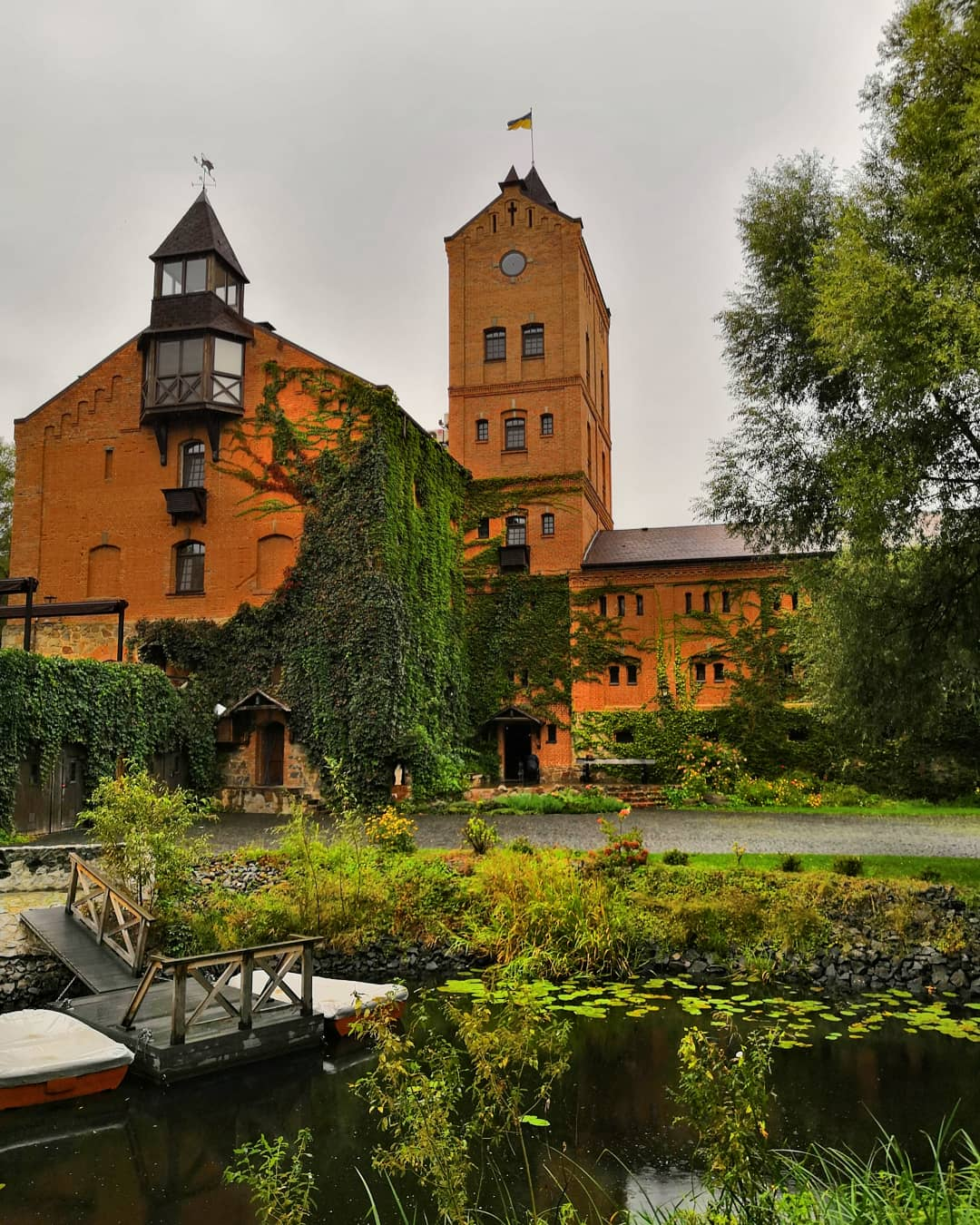
У входа в замок

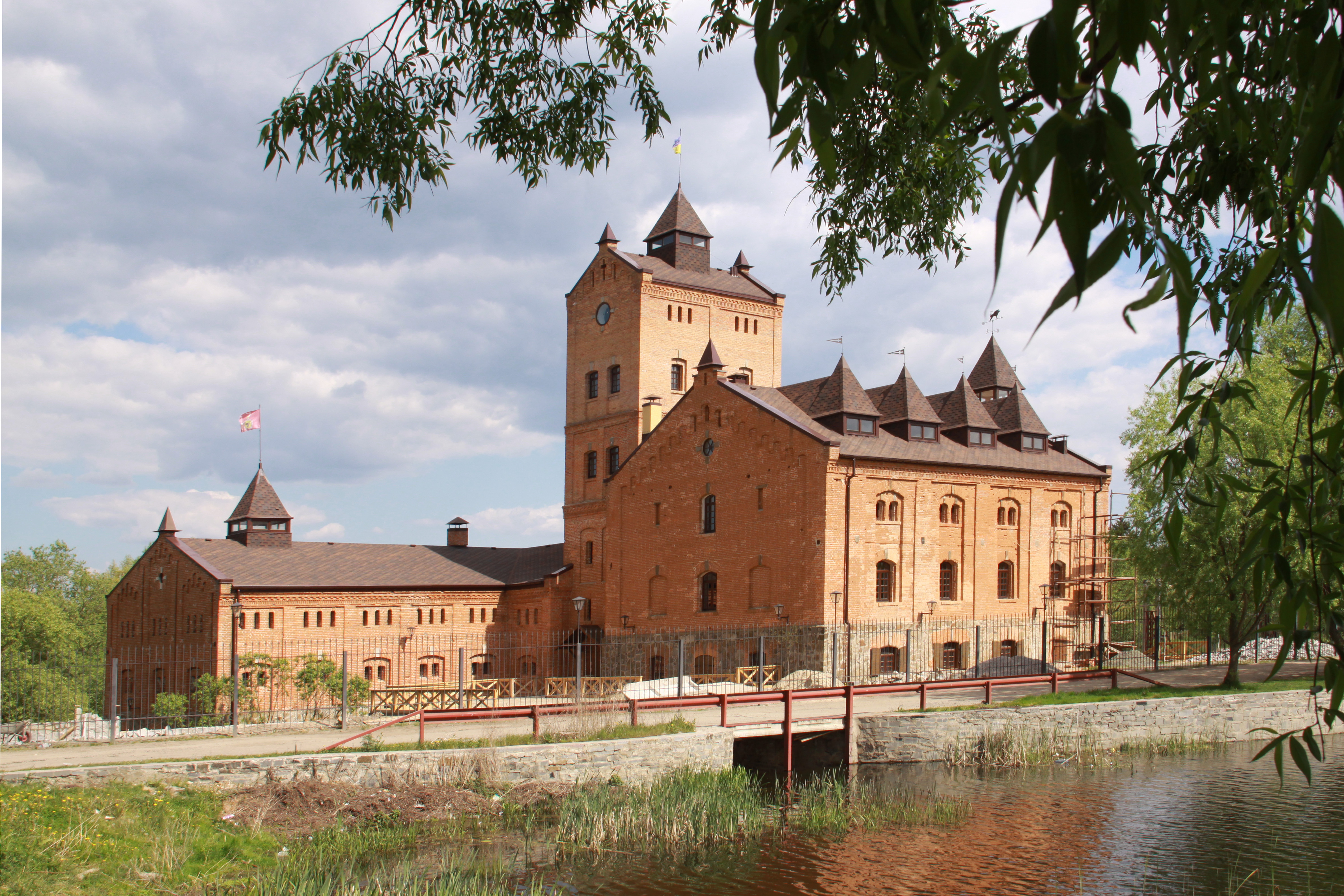
Общий вид замка

Основной достопримечательностью историко-культурного комплекса «Замок Радомысль» является Музей украинской домашней иконы. Его экспозиция и фонды насчитывают более 5000 образов и скульптур — православных, унийных и католических, созданных в XVI—XX вв. в разных уголках Украины — от Закарпатья до Слобожанщины и от Северщины до Крыма. Среди них — многометровые домашние иконостасы и крошечные подорожние иконы, казацкие «ковчеги» и гуцульские «складни»; иконы, написанные на холсте, вылитые из металла и вырезанные из дерева.
Некоторые иконы сохраняют следы времён советского воинствующего атеизма — простреленные пулями, с выколотыми глазами, порубленные саблями. Среди экспонатов музея — сундук для зерна, сделанный из обезглавленных икон; ставни с распиленного пополам образа Николая Чудотворца.
Самой старой считается уникальная каменная икона святого Николая Чудотворца, выполнена из шиферного камня. Точно её возраст пока не установлен, однако, по мнению разных специалистов, осматривавших икону (Институт истории НАНУ, Музей волынской иконы), возраст её колеблется от XV—XVI века (возможно, копия с более раннего оригинала) до конца XII века.
Экспозиция Музея размещена в пяти залах. Один из них — Обрядовый зал — одновременно является местом, где проводятся государственные регистрации браков.
В музейных фондах «Замка Радомысль» находится также богатая коллекция предметов старинного украинского быта, среди них — семейные сундуки, домашняя утварь (утюги, прялки, плетёные непроницаемые сосуды для воды и др.), лодки-долблёнки.
Особый интерес представляет коллекция фотографий второй половины XIX — начала XX вв. Среди них — фотопортреты из мастерской известного украинского фотографа польского происхождения Альфреда Федецкого, автора первого немого фильма, снятого на территории Украины.

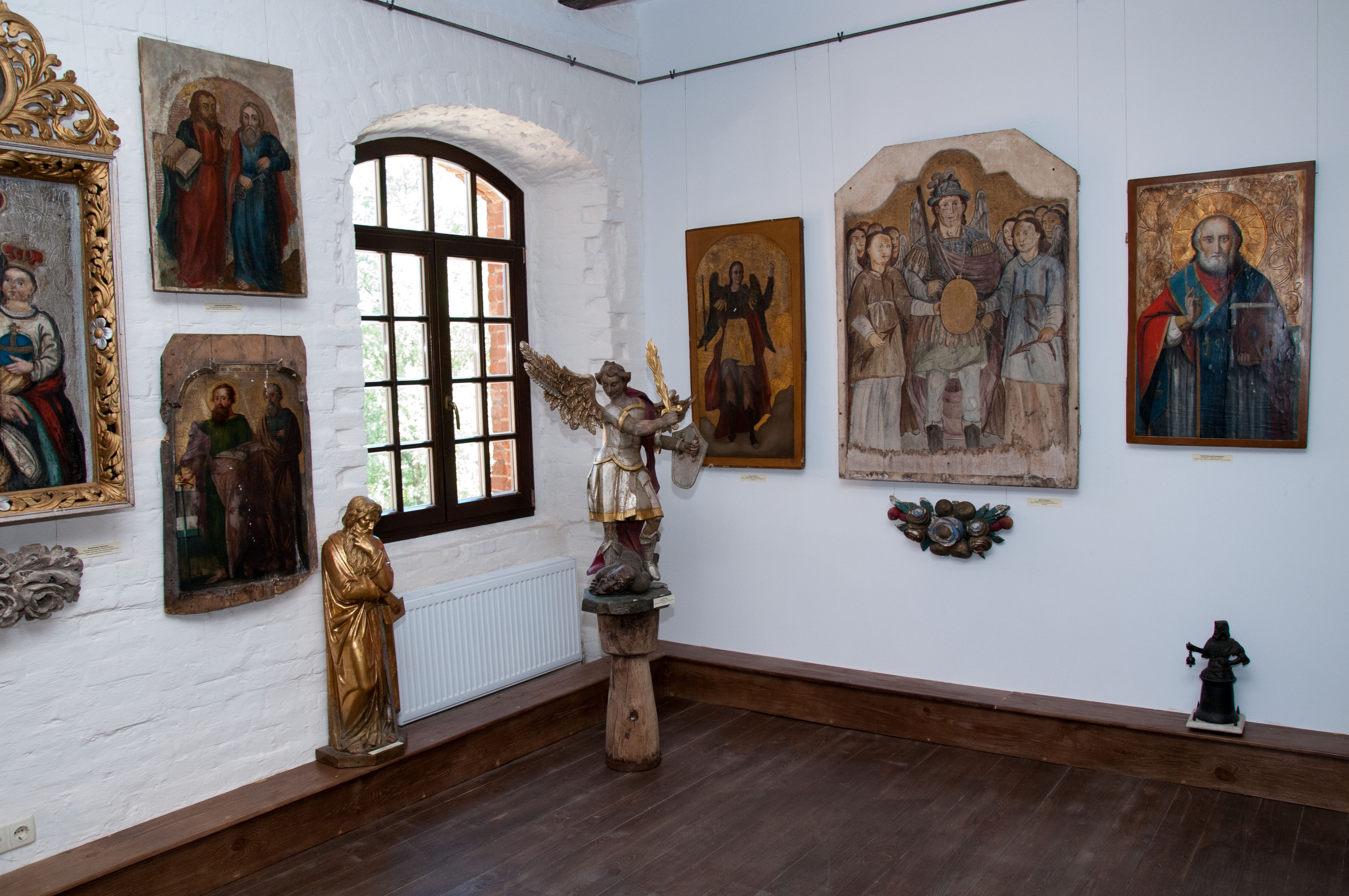
Музей Украинской домашней иконы. Обрядовый зал. Фрагмент экспозиции

### Концертный (Каминный, Михайловский) зал

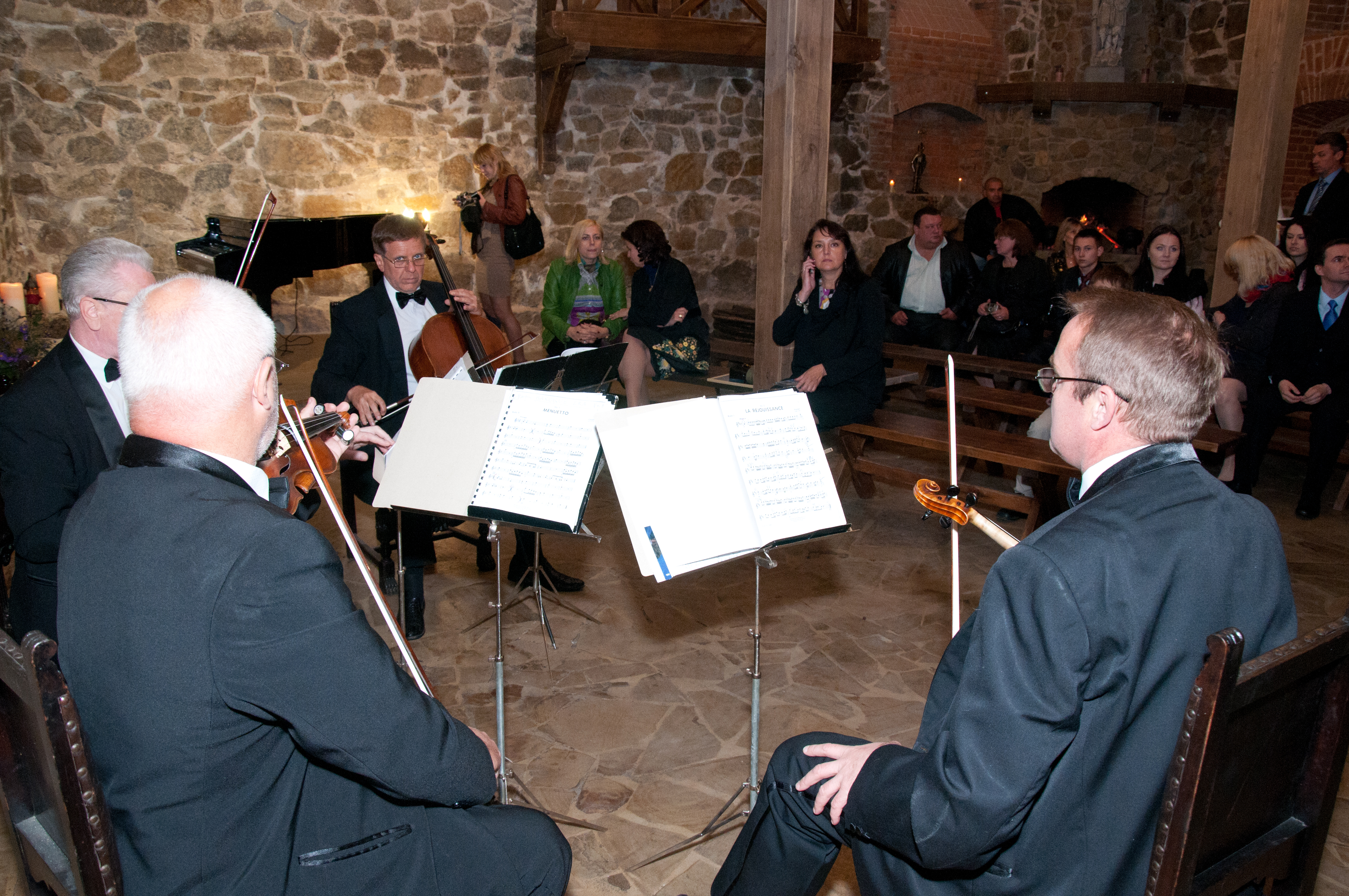
Концертный зал «Замка Радомысль». Выступление квартета камерной музыки

Концертный зал «Замка Радомысль» вмещает 150 зрителей. В зале расположен большой камин со скульптурой Архангела Михаила — отсюда и её два других названия. Высота сводов зала достигает 6 метров.
В зале проходят концерты классической, вокальной, камерной, народной и джазовой музыки.
Концертный зал «Замка Радомысль» — единственный в мире зал с живым источником. Вода попадает в зал через трещины в скальной породе.

### Трапезная
Интерьер Трапезной сочетает в себе черты позднего средневековья и раннего модерна. Большая замковая печь с мощной тягой служит и для приготовления пищи, и как камин.
Трапезная «Замка Радомысль» выполняет также роль музейной экспозиции. На её стенах развешаны точные копии старинных западноевропейских карт XV—XVIII веков, на которых представлены земли Украины, Европы и Азии.

### Ландшафтный парк

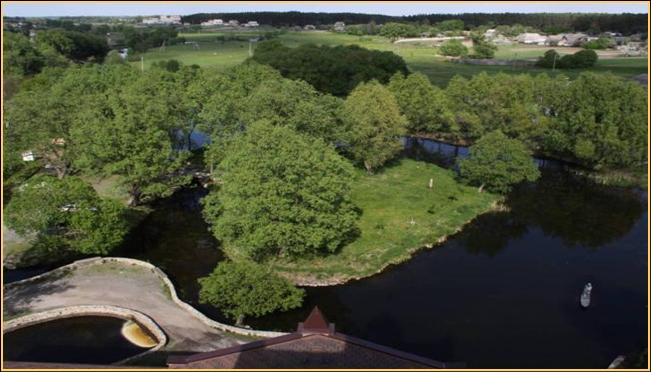
Вид на остров ландшафтного парка

Ландшафтный парк «Замка Радомысль» представляет собой отдельный природный комплекс, созданный по принципу минимального вмешательства человека в природную среду. Его частью является скалы и подземные гранитные породы, выходящие на поверхность.
На территории парка было открыто несколько подземных источников. Вода из них признана пригодной для питья.
Подавляющее большинство растущих в парке деревьев и цветов относится к редким разновидностям. Среди них — уникальные сорта ириса, выведенные украинским селекционером и врачом Игорем Хорошем; розовые и белые водяные лилии, английские парковые розы, магнолии, а также занесённый в Красную книгу Украины водяной орех (Trapa rossica).

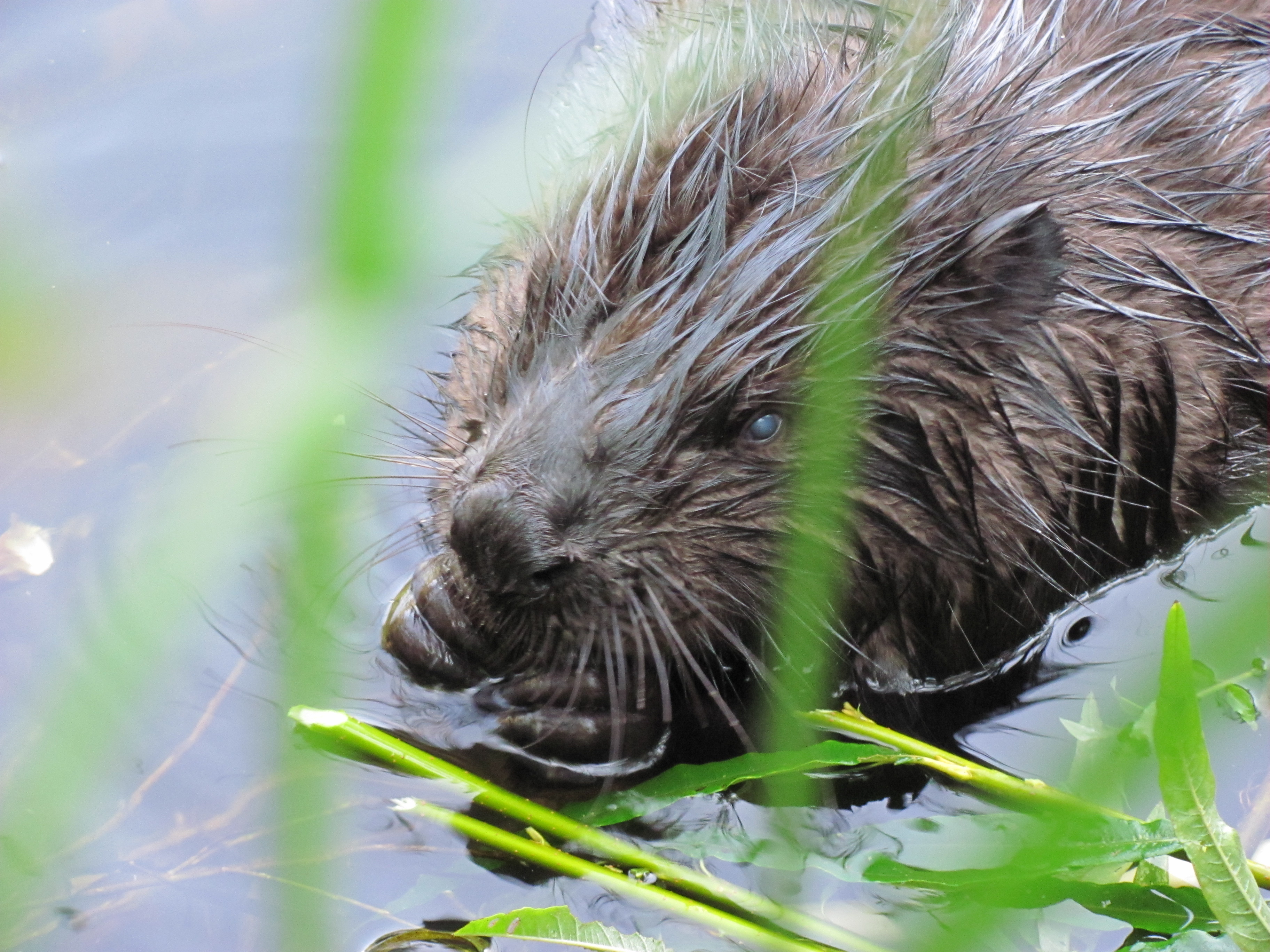
Бобры в ландшафтном парке Замка

В замковом ландшафтном парке живут различные животные — бобры, речные выдры, норки, водяные крысы, а также птицы — скворцы, аисты, дятлы.
Территория парка, как и здание Замка, украшена оригинальными скульптурами XVII—XIX веков.

### Памятник Елисею Плетенецкому
Скульптура выполнена по замыслу Ольги Богомолец украинским скульптором Владиславом Волосенко. Она изображает монаха, который, склонив голову, плывёт в лодке. Перед ним лежит раскрытая книга, а в руке — горящая днём и ночью свеча. Река символизирует текучесть времени, лодка — человеческая жизнь, книга — знания и жизненный опыт предшественников, свеча — просвещение и служение людям.

## Скульптуры

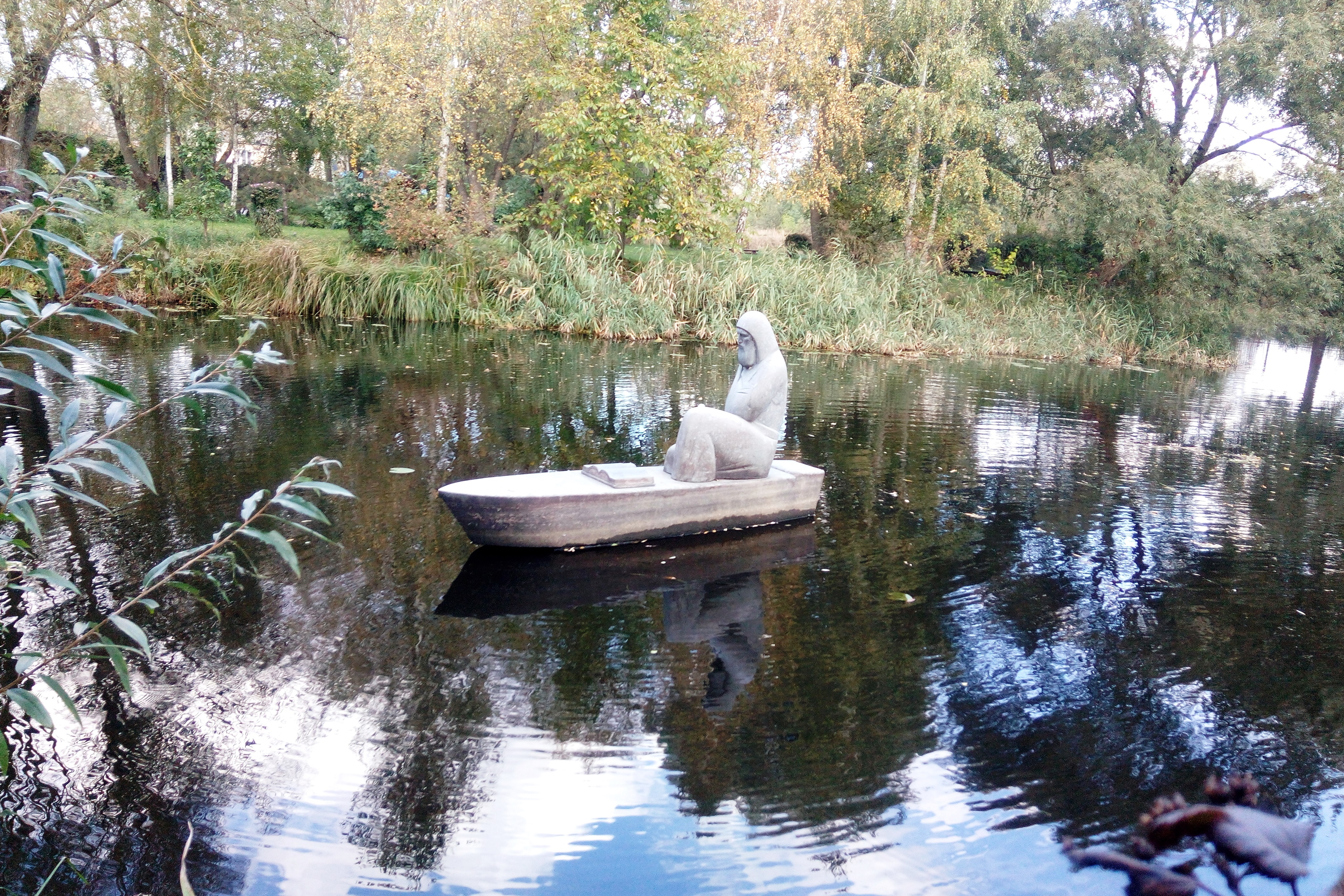
Архимандрит Елисей Плетенецкий
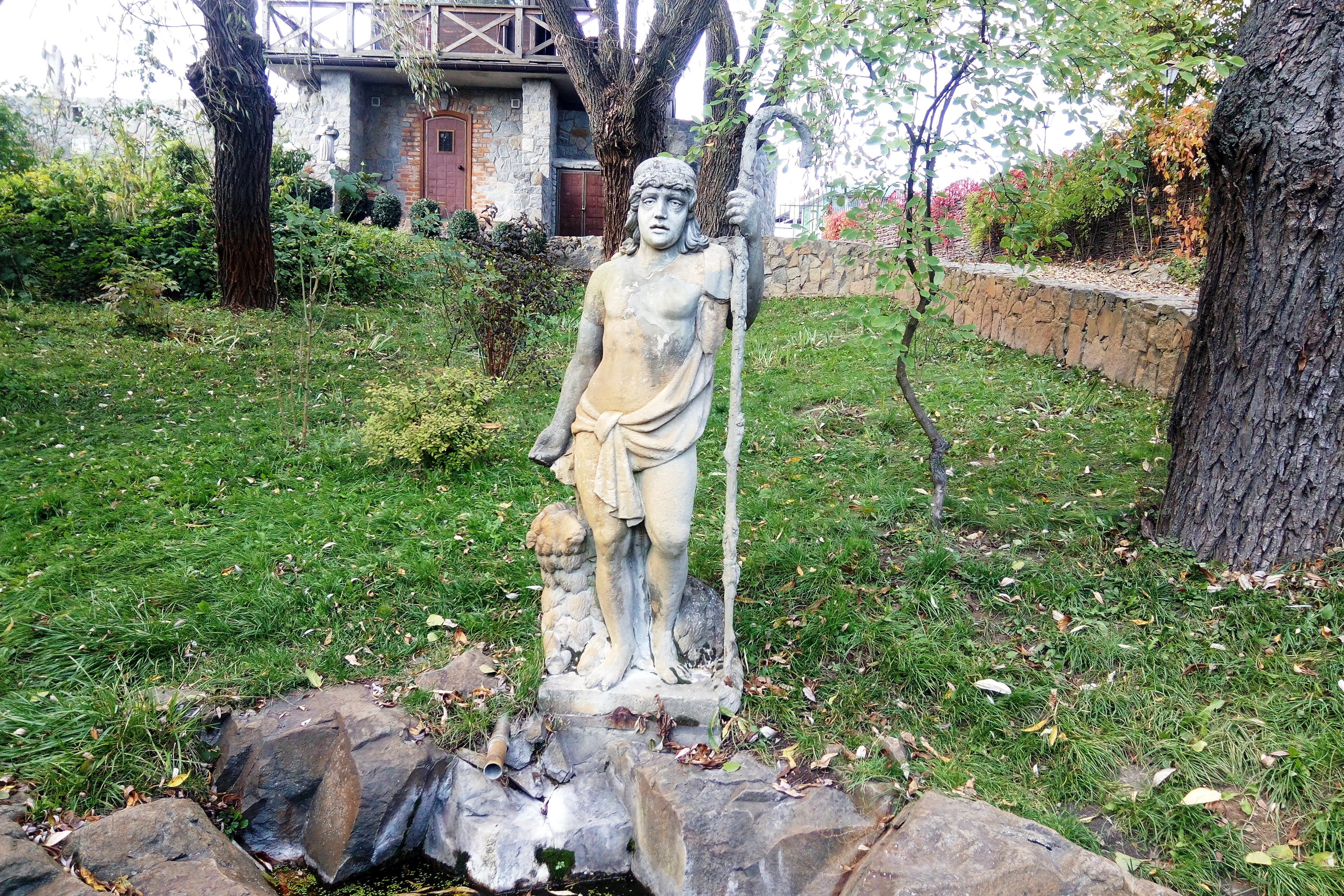
Иисус - добрый Пастырь
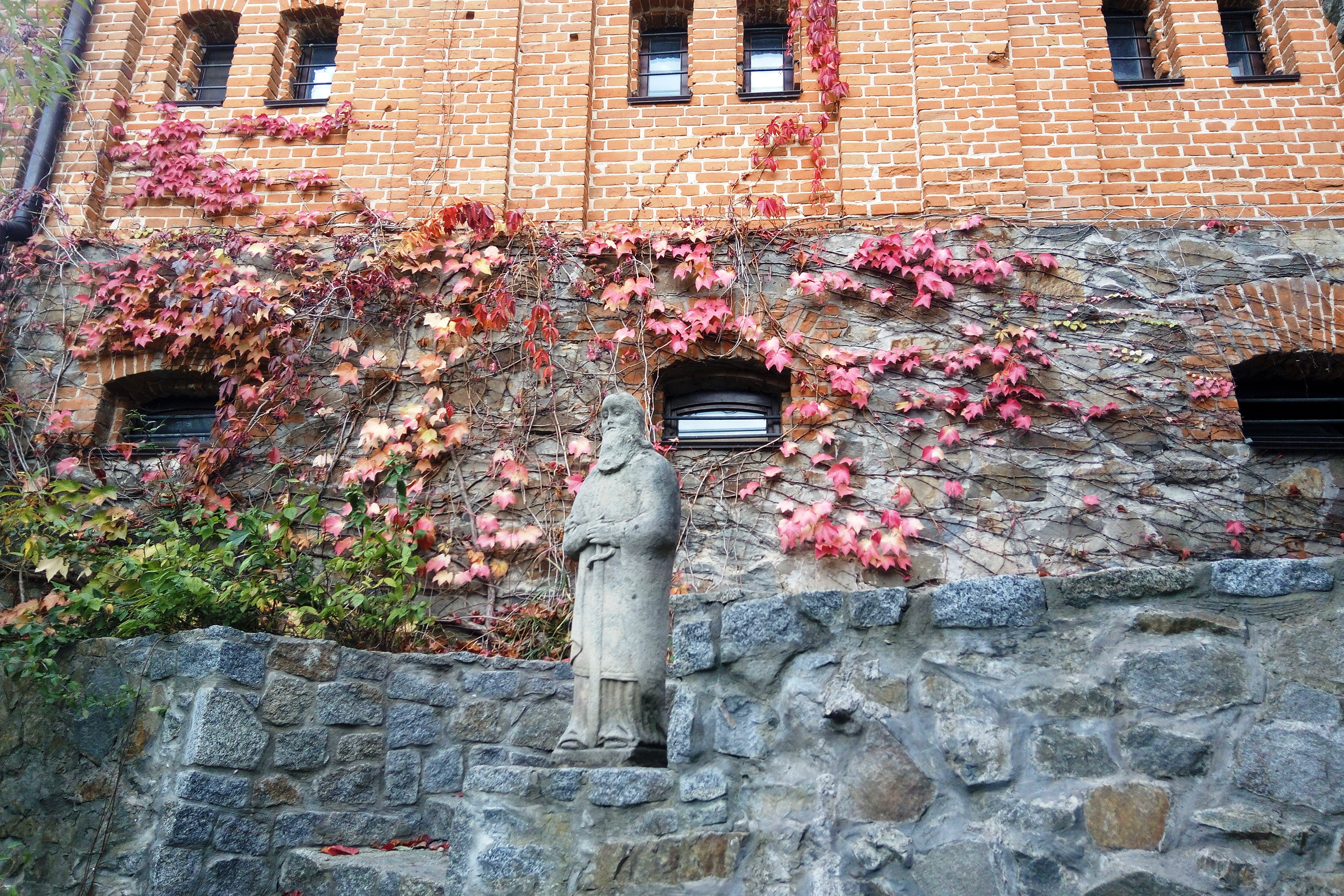
Святой апостол Павел
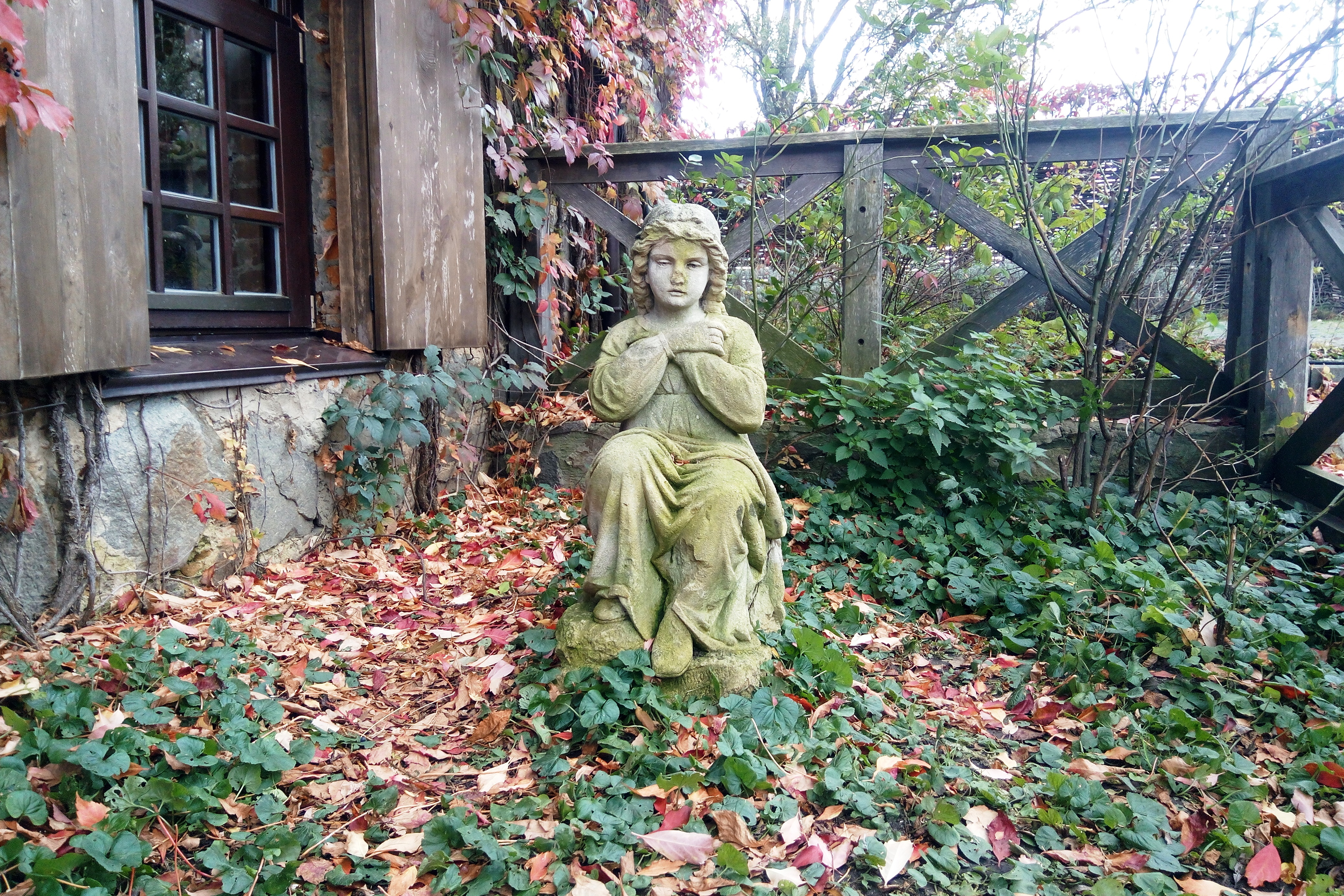
Девочка в раздумьях
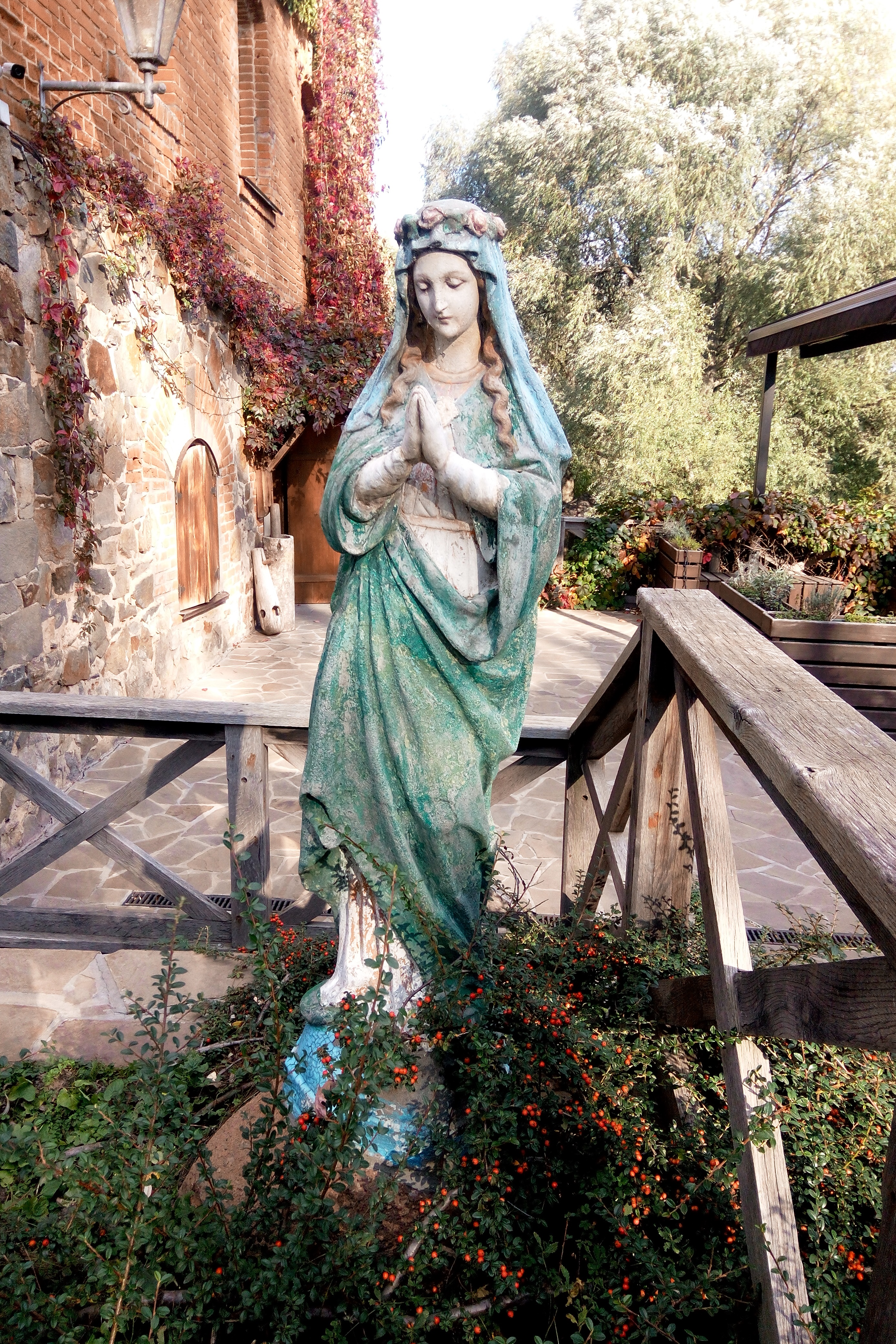
Святая